# L'Annonciation de San Giovanni Valdarno
Pour les articles homonymes, voir Annonciation (homonymie).
L'Annonciation de San Giovanni Valdarno (en italien : Annunciazione di San Giovanni Valdarno) est une œuvre de Fra Angelico, conservée à San Giovanni Valdarno, dans le Museo della Basilica di Santa Maria delle Grazie.

## Histoire
L'Annonciation de San Giovanni Valdarno a été peinte par Fra Angelico en 1430-1432, et réalisée en tempera sur panneau de 195 cm × 158 cm. 
Il s'agit de l'une des trois Annonciations de Fra Angelico sur tableau (les deux autres sont celle du musée du Prado de Madrid et celle du Museo Diocesano de Cortone). Deux autres, mais à fresque, figurent au couvent San Marco de Florence, en haut de l'escalier de l'accès et dans la troisième cellule.
Il existe également des scènes du thème combinée à une Adoration des mages au musée San Marco, et sur un diptyque à la Galleria Nazionale dell'Umbria de Pérouse.
Cette œuvre est sauvée par Rodolfo Siviero en 1944, des spoliations d'œuvres d'art par les troupes allemandes pendant la Seconde Guerre mondiale, en Italie.

## Thème
Scène typique de l'iconographie chrétienne, L'Annonciation faite à Marie par l'archange Gabriel, est décrite dans les Évangiles et d'une façon très détaillée dans La Légende dorée de Jacques de Voragine, l'ouvrage de référence des peintres de la Renaissance, qui permet de la représenter dans toute sa symbolique (jardin clos, colonne, présence du Saint-Esprit, évocation d'Adam et Ève chassés du Paradis, fenêtres).
La scène de gauche invoquant le péché originel est conforme au principes de l'iconographie de la peinture chrétienne : le couple d'Adam et Ève chassés du Paradis est situé hors du jardin clos de Marie (vierge comme elle), placé loin sur une colline, au-delà d'une clôture.

## Description
Ce tableau est le panneau principal d'une œuvre polyptyque, qui comporte une prédelle à plusieurs panneaux des scènes de la Vie de Marie
- Noces de la Vierge,
- Adoration des mages,
- Présentation au temple,
- Dormition.

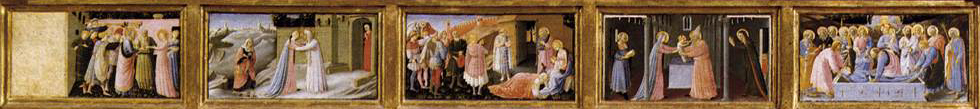

Ils sont attribués à Zanobi Strozzi, un assistant de Fra Angelico.

## Analyse
Fra Angelico renoue avec la représentation médiévale en panneaux polyptyques, séparant les protagonistes hors de l'espace du lieu bien qu'ils soient représentés dans une continuité cohérente et réaliste.